# 后围村
35°52′18″N 116°27′25″E / 35.871784°N 116.457053°E
后围村，是中华人民共和国山东省泰安市东平县彭集街道下辖的一个行政村。该村位于彭集街道中部。该行政村下辖后围、前围、田庄、谷庙、崔海等自然村:46-47。2012年时该村共有居民1.3万人。
自然村后围村于明朝嘉靖年间始建，因当时处于一富户围猎场的北侧而得名:46。抗日战争期间，日伪军在此设置据点，1939年3月，八路军115师拔除了日伪军在后围的军事据点，取得了其进入东平境内后的首场胜利:360。
后围村曾设有一所联办中学:451，1997年后围联中撤并:385。